# سوارکاری در المپیک تابستانی ۱۹۸۰
سوارکاری در بازی‌های المپیک تابستانی ۱۹۸۰ نام رویداد ورزش سوارکاری در بازی‌های المپیک تابستانی بود که در سال ۱۹۸۰ برگزار شد. این مسابقات از شش بخش تشکیل شده بود.

## جدول مدال‌ها
| رتبه | کشور              | طلا | نقره | برنز | مجموع |
| ۱    | اتحاد شوروی (URS) | ۳   | ۳    | ۲    | ۸     |
| ۲    | ایتالیا (ITA)     | ۱   | ۱    | ۰    | ۲     |
| ۲    | لهستان (POL)      | ۱   | ۱    | ۰    | ۲     |
| ۴    | اتریش (AUT)       | ۱   | ۰    | ۰    | ۱     |
| ۵    | بلغارستان (BUL)   | ۰   | ۱    | ۰    | ۱     |
| ۶    | مکزیک (MEX)       | ۰   | ۰    | ۳    | ۳     |
| ۷    | رومانی (ROU)      | ۰   | ۰    | ۱    | ۱     |